# L'intercanvi
L'intercanvi (títol original en anglès: Changeling) és una pel·lícula estatunidenca dirigida l'any 2008 per Clint Eastwood. Es va doblar al català.

## Argument
Es tracta d'una història basada en fets reals que van tenir lloc a Los Angeles entre 1928 i 1930. Christine Collins (Angelina Jolie) és una mare que recupera el seu fill, que havien segrestat mesos abans. Però en la bogeria del reencontre molt fotografiat, comença a sospitar que el nen que li han lliurat no és el seu fill. Malgrat unes forces de l'ordre corruptes i d'una opinió pública més que escèptica, intenta dilucidar el misteri costi el que costi. Titllada de boja i impossibilitada, per fi troba un aliat en el reverend Briegleb (John Malkovich), que l'ajudarà en la seva recerca.

## Repartiment

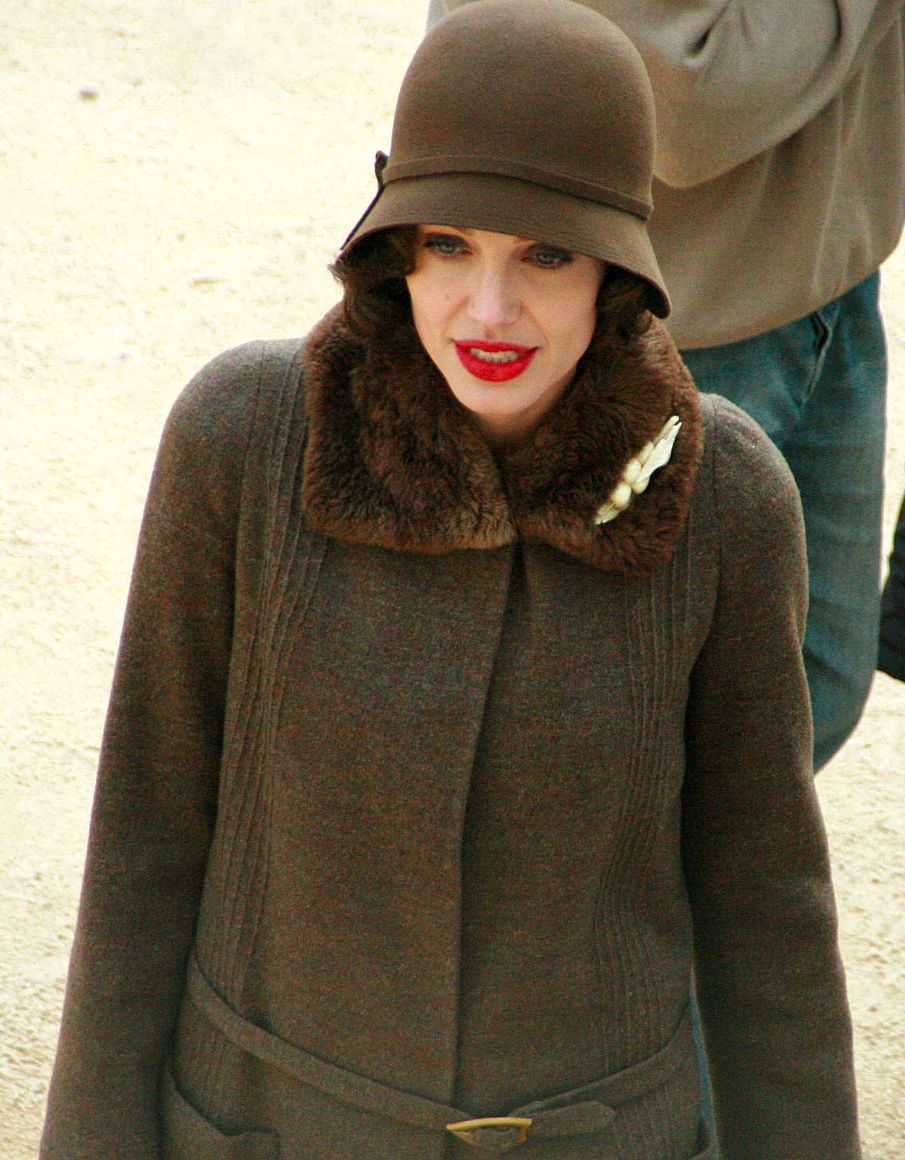
Angelina Jolie durant el rodatge de L'intercanvi.

- Angelina Jolie: Christine Collins, telefonista supervisora a la "Pacific Telephone and Telegraph"
- John Malkovich: el reverend Gustav Briegleb, evangelista ràdio presbiteriana
- Jason Butler Harner: Gordon Northcott, l'assassí
- Jeffrey Donovan: el capità J.J. Jones
- Michael Kelly: el detectiu Lester Ybarra
- Colm Feore: James E. Davis, el cap de la policia de Los Angeles
- Amy Ryan: Carol Dexter, la prostituta interna rebel
- Geoffrey Pierson: S.S. Hahn, l'advocat que defensa Christine
- Denis O'Hare: el doctor Jonathan Steele, terrible director de l'asil
- Frank Wood: Ben Harris, l'amo atent de Christine
- Peter Gerety: el doctor Earl W. Tarr, enviat pel capità Jones
- Eddie Alderson: Sanford Clark, el jove auxiliar de Northcott
- Devon Conti: Arthur Hutchins, el fals fill de Christine
- Gattlin Griffith: Walter Collins, el fill de Christine
- Reed Birney: Cryer, l'alcalde de Los Angeles
- Ric Sarabia: l'home que "ha oblidat la seva cartera"
- Wendy Worthington: la recepcionista de l'asil
- Gabriel Schwalenstocker: James Nesbitt

## Anàlisi
La pel·lícula és una nova demostració de talent de l'octogenari Clint Eastwood, que ara no només n'és el director sinó que repeteix com a autor de la banda sonora de la pel·lícula, com ho va fer a Cartes des d'Iwo Jima o Million Dollar Baby.
El film ens situa l'any 1928, just abans de la gran depressió econòmica, i s'allarga durant la dècada següent a través d'uns fets verídics protagonitzats per Gordon Northcott, un individu que va violar i assassinar vint nens. Això, però, no és res més que un pretext per mostrar-nos els extrems a què pot arribar la naturalesa humana quan exerceix el poder, ja sigui polític o de dominació d'una persona sobre una altra. Fins i tot el pastor presbiterià (John Malkovich) que s'erigeix en el gran defensor de Christine (Angelina Jolie), mare del nen desaparegut i víctima d'un complot policial, actua per interès personal. L'ajuda, sí, però en fa un instrument de la seva croada contra la policia de Los Angeles. Excel·lent la sensació d'indefensió amb què ens quedem al final del film.